# Cynisca chirioi
Cynisca chirioi — вид плазунів з родини амфісбенових (Amphisbaenidae). Ендемік Гвінеї. Описаний у 2014 році.

## Поширення і екологія
Cynisca chirioi відомі з типової місцевості, розташованої в регіоні Нзерекоре на південному сході Гвінеї.